# Нюшкасы
Нюшкасы́ (чув. Нӳшкасси) — деревня в Янтиковском районе Чувашской Республики. Входит в состав Алдиаровского сельского поселения.

## География
Находится в восточной части Чувашии на расстоянии приблизительно 8 км на север по прямой от районного центра села Янтиково.

## История
Известна с XIX века как околоток деревни Алдиярово (ныне село Алдиарово). Число дворов и жителей: в 1881 году 56 дворов, 285 жителей, 1889 — 52 двора, 290 жителей, в 1897 году — 367 жителей, 1926 — 94 двора, 446 жителей, в 1939 году — 597 жителей, в 1979 году — 512 жителей. В 2002 году было 118 дворов, 2010 — 99 домохозяйств. В годы коллективизации работали колхозы «Капнер» и им. Горького, в 2010 КФХ «Николаев».

## Население
Население составляло 286 человек (чуваши 97 %) в 2002 году, 288 в 2010.